# Лекторский, Александр Михайлович
Александр Михайлович Лекторский — (27 октября, 1896, Новотитаровская, Кубанская область — 19 сентября, 1986, Сан-Франциско, США) — военный деятель, участник Белого движения, первопоходник, затем эмигрант, командир конного взвода при штабе 1-й Казачьей кавалерийской дивизии Ру́сского охра́нного ко́рпуса в Югославии во время Второй мировой войны. Последний председатель Союза чинов Русского корпуса (1972—1986).

## Биография

### Первые годы
Родился в семье священника. Обучался в Ярославском демидовском лицее, затем в 1915 окончил Елисаветградское кавалерийское училище.

## Участник Первой мировой войны
Во время первой мировой войны — поручик Черкесского конного полка  Кавказской туземной конной дивизии.
Во время гражданской войны — в Добровольческой армии, участник Первого Кубанского (Ледяного) похода, командир 2-й сотни Черкесского конного полка, с 1918 — ротмистр. Позже перешел в Кубанский гвардейский дивизион, где из ротмистра переименован в есаулы Участник Десанта на Кубани августа 1920 года.
В середине ноября 1920 вместе с остатками белой армии эвакуировался из Крыма на остров Лемнос. Затем поселился и жил в Королевстве сербов, хорватов и словенцев.

## В эмиграции
В эмиграции был войсковым старшиной Дивизиона Лейб-Гвардии Кубанской и Терской сотен в Югославии.

## Участник Русского корпуса
После оккупации Югославии германскими войсками с 31 октября 1941 года присоединился к Русскому охранному корпусу и был зачислен в 1-й полк в чине лейтенанта, на 1 мая 1942 года командир конного взвода разведки, с 7 декабря 1943 года командир 5-й учебной роты того же полка. С февраля 1944 года командир 2-й роты 5-го полка. В октябре 1944 года был контужен, а 11 декабря 1944 года получил ранение в бою у Зеницы. В чине полковника с 1942 года.

## После Второй мировой войны
До 1946 года в Австрии, затем переехал в США. С 1975 года был назначен командиром Дивизиона Собственного Его Императорского Величества Конвоя.
С 1972 года до своей кончины 19 сентября 1986 года председатель Союза чинов Русского Корпуса.

## Публикации
Лекторский А. М. В Русском корпусе.// Первопоходник. — № 9. — Октябрь 1972 г.